# Ebeltoft (plaats)
Ebeltoft is een plaats en voormalige gemeente in Denemarken. De plaats Ebeltoft telt 7400 inwoners (2007). De plaats ligt op het 'schiereiland' Mols, onderdeel van het grotere schiereiland Djursland (Jutland). De voormalige gemeente hoort sinds de herindeling van 2007 tot de gemeente Syddjurs.

## Naam
De naam Ebeltoft (vroeger ook geschreven als Æbeltoft) bestaat uit de woorden æbler (=appels) en toft (=weide).

## Geschiedenis
Rond 1200 n.Chr. begint de geschiedenis van Ebeltoft. In 1302 ontvangt de plaats stadsrechten van koning Erik Menved. Ebeltoft leefde vooral van de scheepvaart, visserij en landbouw, maar ook van de verkoop en verscheping van hout uit de koninklijke bossen. De 16e en 17e eeuw verliepen voorspoedig voor Ebeltoft. Zelfs de oorlog met Zweden in 1659 kwam men te boven. In de 18e eeuw had men echter steeds meer problemen om de haven in goede staat te houden. In 1755 werd een nieuwe haven aangelegd, maar deze had al snel last van de paalworm en werd hierdoor beschadigd. De slechte haven zorgde voor een neergang in de scheepvaart. Hierdoor stagneerde de ontwikkeling van Ebeltoft en nam het aantal inwoners af.
In het midden van de 19e eeuw werd weer een stijgende lijn ingezet. De haven werd verbeterd, en de handel met het achterland nam in omvang toe. In 1901 werd er een nieuwe haven aangelegd en Ebeltoft werd aangesloten op de spoorlijn Århus–Grenaa door middel van de Ebeltoft-Trustrup Jernbane. De industriële ontwikkeling van Ebeltoft bleef pover en het inwoneraantal steeg nauwelijks. In de eerste helft van de 20e eeuw bleef Ebeltoft dan ook een relatief kleine stad met weinig industrie.
Wel ontwikkelde Ebeltoft zich tot een echte toeristenstad, met dank aan de goede stranden en het aantrekkelijke oude stadscentrum. De door het toerisme toenemende handel zorgde vanaf de jaren zestig voor een stijgend aantal inwoners.
In 1966 werd de veerhaven – met verbindingen naar Seeland – aangelegd.

## Bezienswaardigheden
- Het stadscentrum van Ebeltoft staat bekend om zijn vele oude huizen. Een van de bekendste gebouwen is het oude raadhuis uit 1789.
- In 1960 werd het historisch belangrijke Fregat Jylland uit 1857 in de haven afgemeerd. Dit museumschip is een belangrijke trekpleister van de stad.
- De Ebeltoft Zoo opende in 2000 zijn deuren.
- Vlak bij de stad ligt het natuurgebied Mols Bjerge met vele stranden en zomerhuisjes.

## Geboren
- Troels Rasmussen (1961), Deens voetballer